# Estados Unidos en los Juegos Olímpicos de Vancouver 2010
Estados Unidos estuvo representado en los Juegos Olímpicos de Vancouver 2010 por un total de 212 deportistas, 120 hombres y 92 mujeres, que compitieron en 15 deportes.
El portador de la bandera en la ceremonia de apertura fue el piloto de luge Mark Grimmette.

## Medallistas
El equipo olímpico estadounidense obtuvo las siguientes medallas:
| Nombre                                                                     | Deporte                              | Competición                   |
| -------------------------------------------------------------------------- | ------------------------------------ | ----------------------------- |
| Oro                                                                        |                                      |                               |
| Steven Holcomb Steve Mesler Curtis Tomasevicz Justin Olsen                 | Bobsleigh                            | Cuádruple M                   |
| Bill Demong                                                                | Combinada nórdica                    | Trampolín grande + 10 km M    |
| Hannah Kearney                                                             | Esquí acrobático                     | Baches F                      |
| Lindsey Vonn                                                               | Esquí alpino                         | Descenso F                    |
| Bode Miller                                                                | Esquí alpino                         | Supercombinada M              |
| Evan Lysacek                                                               | Patinaje artístico                   | Individual M                  |
| Shani Davis                                                                | Patinaje de velocidad                | 1000 m M                      |
| Shaun White                                                                | Snowboard                            | Halfpipe M                    |
| Seth Wescott                                                               | Snowboard                            | Campo a través M              |
| Plata                                                                      |                                      |                               |
| Johnny Spillane                                                            | Combinada nórdica                    | Trampolín grande + 10 km M    |
| Johnny Spillane                                                            | Combinada nórdica                    | Trampolín normal + 10 km M    |
| Brett Camerota Todd Lodwick Johnny Spillane Bill Demong                    | Combinada nórdica                    | Trampolín grande + 4 × 5 km M |
| Jeret Peterson                                                             | Esquí acrobático                     | Salto M                       |
| Julia Mancuso                                                              | Esquí alpino                         | Descenso F                    |
| Julia Mancuso                                                              | Esquí alpino                         | Supercombinada F              |
| Bode Miller                                                                | Esquí alpino                         | Supergigante M                |
| Equipo                                                                     | Hockey sobre hielo                   | Torneo F                      |
| Equipo                                                                     | Hockey sobre hielo                   | Torneo M                      |
| Meryl Davis Charlie White                                                  | Patinaje artístico                   | Danza en hielo                |
| Shani Davis                                                                | Patinaje de velocidad                | 1500 m M                      |
| Brian Hansen Chad Hedrick Jonathan Kuck Trevor Marsicano                   | Patinaje de velocidad                | Persecución por eqs. M        |
| Katherine Reutter                                                          | Patinaje de velocidad en pista corta | 1000 m F                      |
| Apolo Ohno                                                                 | Patinaje de velocidad en pista corta | 1500 m M                      |
| Hannah Teter                                                               | Snowboard                            | Halfpipe F                    |
| Bronce                                                                     |                                      |                               |
| Erin Pac Elana Meyers                                                      | Bobsleigh                            | Doble F                       |
| Shannon Bahrke                                                             | Esquí acrobático                     | Baches F                      |
| Bryon Wilson                                                               | Esquí acrobático                     | Baches M                      |
| Lindsey Vonn                                                               | Esquí alpino                         | Supergigante F                |
| Andrew Weibrecht                                                           | Esquí alpino                         | Supergigante M                |
| Bode Miller                                                                | Esquí alpino                         | Descenso M                    |
| Chad Hedrick                                                               | Patinaje de velocidad                | 1000 m M                      |
| Allison Baver Alyson Dudek Lana Gehring Katherine Reutter Kimberly Derrick | Patinaje de velocidad en pista corta | 3000 m relevos F              |
| Apolo Ohno                                                                 | Patinaje de velocidad en pista corta | 1000 m M                      |
| John Robert Celski                                                         | Patinaje de velocidad en pista corta | 1500 m M                      |
| John Robert Celski Travis Jayner Jordan Malone Apolo Ohno Simon Cho        | Patinaje de velocidad en pista corta | 5000 m relevos M              |
| Kelly Clark                                                                | Snowboard                            | Halfpipe F                    |
| Scott Lago                                                                 | Snowboard                            | Halfpipe M                    |